# Дайер, Эктор
Гектор Монро Дайер (англ. Hector Monroe Dyer; 2 июня 1910 — 19 мая 1990) — американский легкоатлет, который специализировался в беге на короткие дистанции.

## Биография
Олимпийский чемпион в эстафете 4×100 метров (1932).
Эксрекордсмен мира в эстафете 4×100 метров.
По завершении спортивной карьеры занимался бизнесом по сдаче в аренду нефтедобывающего оборудования.